# Lipniak (przystanek kolejowy w województwie warmińsko-mazurskim)
Lipniak – zlikwidowany wąskotorowy przystanek osobowy w Farynach na linii kolejowej Spychowo Wąskotorowe – Myszyniec, w powiecie szczycieńskim, w województwie warmińsko-mazurskim, w Polsce.